# Maciej Stachura
Maciej Stachura (ur. 10 stycznia 1968) – polski rugbysta, trener rugby.
Jest wychowankiem Ogniwa Sopot, był zawodnikiem formacji ataku. Grał w Ogniwie od 1988 roku, następnie przeszedł do Arki Gdynia. W latach 2003–2017 był trenerem Arki. W tym czasie zespół czterokrotnie zdobył mistrzostwo Polski (2004, 2005, 2011, 2015), trzy razy wicemistrzostwo (2007, 2009, 2013), a czterokrotnie zakończył sezon na trzecim miejscu (2008, 2010, 2012, 2014).